# 7263 Takayamada
7263 Takayamada este un asteroid din centura principală de asteroizi.

## Descriere
7263 Takayamada este un asteroid din centura principală de asteroizi. A fost descoperit pe 21 februarie 1995 la Oizumi de Takao Kobayashi. El prezintă o orbită caracterizată de o semiaxă mare de 2,14 ua, o excentricitate de 0,11 și o înclinație de 3,3° în raport cu ecliptica.